# Jimmy Vasser
 (mars 2024).
Jimmy Vasser, né le 20 novembre 1965 à Canoga Park en Californie, est un pilote automobile américain. Il a remporté le championnat CART en 1996.

## Biographie

### 1992-1994: Les premières années
Fils d'un marchand de voitures d'occasion, Jimmy Vasser fait ses premiers pas en compétition en midgets. Il dispute ensuite, entre 1984 et 1986, le championnat SSCA de Formule Ford qu'il remporte cette même année avant de passer à l'étage supérieur. Il termine vice-champion de Formule Atlantic en 1991 derrière le pilote philippin Jovy Marcelo, les deux hommes débutant en IndyCar l'année suivante. Il dispute 12 courses sur 16 pour sur une Lola à moteur Chevrolet pour le compte du Hayhoe Racing et termine à la 22e place du championnat avec 8 points et une septième place sur le circuit urbain de Long Beach comme meilleur résultat. Disposant d'un matériel modeste, Jimmy se fait cependant remarquer en 1993 en signant une excellente troisième place sur l'ovale de Phoenix derrière Mario Andretti et Raul Boesel. Il termine dans les points à six reprises et se classe finalement 16e du championnat.
Les choses sérieuses commencent en 1994 puisqu'il dispose pour la première fois d'un matériel compétitif. Hayhoe est en effet l'une des six équipes à utiliser le tout nouveau châssis Reynard 94, première réalisation du constructeur britannique en IndyCar. Son début de saison est remarquable puisqu'il se classe à trois reprises dans le top 5 avec notamment une quatrième place aux 500 miles d'Indianapolis. La suite est moins brillante mais ses prestations sont suffisamment convaincantes pour inciter Chip Ganassi, propriétaire de l'équipe du même nom, à l'engager pour la saison 1995.

### 1995-1998: Champion CART
Grâce à un package Reynard / Ford en progrès constants, Jimmy prend rapidement l'ascendant sur son équipier Bryan Herta. S'il doit abandonner à six reprises, il fait preuve d'une exceptionnelle régularité (sa marque de fabrique) en terminant systématiquement dans les points. Il grimpe sur le podium à quatre reprises avec deux deuxièmes et deux troisièmes places, terminant le championnat en huitième position devant des pilotes confirmés comme Teo Fabi, Maurício Gugelmin ou Emerson Fittipaldi. À l'issue de la saison 1995, Chip Ganassi décide d'équiper ses Reynard avec des moteurs Honda et des pneus Firestone. Ce choix risqué se révèlera particulièrement judicieux pour la saison suivante.
Au volant d'une voiture qui fait désormais office de référence, Vasser est irrésistible en début de championnat puisqu'il remporte quatre des six premières courses, notamment les US 500 disputées sur l'ovale ultra-rapide de Michigan. La montée en puissance de son nouvel équipier, Alessandro Zanardi et l'incroyable retour de Michael Andretti en fin de parcours lui causeront cependant quelques soucis mais ne l'empêcheront pas de remporter le titre.
Ce succès ne convainc pas les observateurs : Vasser s'est certes montré très régulier (il n'a pas abandonné une seule fois) mais un ton en dessous de son équipier en matière de performances pures. Ce constat se vérifiera durant les saisons suivantes. En 1997, il ne peut défendre son titre face à Zanardi et, malgré une victoire sur le circuit routier de Laguna Seca, termine au troisième rang derrière son équipier et le brésilien Gil de Ferran, lui aussi sur Reynard / Honda. Il grimpe sur la deuxième marche du podium final en 1998 avec trois victoires, mais termine très loin de son équipier au nombre de points marqués.

### 1999-2003: Un lent déclin
L'arrivée de Juan Pablo Montoya en remplacement de Zanardi pour la saison 1999 ne fera rien pour inverser la tendance, au contraire : sur 20 courses, Jimmy termine dans les points à 14 reprises et ne signe que deux troisièmes places et aucune victoire. Il termine neuvième du championnat tandis que Montoya, avec sept victoires, remporte le titre. En dépit d'une victoire dans les rues de Houston, la saison 2000 est à peine meilleure. Au bout de six saisons, Jimmy quitte l'équipe Ganassi et rejoint le Patrick Racing.
La saison 2001 s'annonce difficile pour Jimmy Vasser. Si le Patrick Racing n'est pas une équipe de milieu de tableau, son budget n'en est pas moins réduit et c'est avec une voiture vierge de tout sponsor que le californien dispute les premières courses. Egal à lui-même, régulier à défaut d'être brillant, il fait jeu égal avec son équipier, le vétéran Roberto Moreno. AU classement final, un point seulement sépare les deux hommes : si Moreno s'est imposé sur le tracé urbain de Vancouver, Vasser ne s'est pas classé une seule fois dans les trois premiers, une première depuis 1994. La situation s'améliore légèrement l'année suivante puisqu'il remporte, au volant d'une Lola / Ford du Team Rahal, l'épreuve de Fontana. Ce sera sa dernière victoire.
En 2003, le championnat CART (rebaptisé Champ Car) n'est plus que l'ombre de lui-même. Hormis les équipes Newman-Haas et Forsythe, toutes les équipes de pointe ont rejoint les rangs de l'Indy Racing League. Pourtant, au même titre que le canadien Paul Tracy, Vasser décide pourtant de rester. Pilotant désormais pour le compte de la structure American Spirit montée par l'ancien pilote de F1 Stefan Johansson, il fait équipe avec le prometteur Ryan Hunter-Reay. Malheureusement, le châssis Reynard utilisé par l'équipe est dépassé et seule une troisième place chanceuse en Australie vient sauver une saison médiocre. 

### 2004-2008: Le pilote-propriétaire
L'expérience American Spirit ayant tourné court, Jimmy se tourne alors vers l'équipe PK Racing qui sort d'une saison difficile. La structure est profondément remaniée durant l'intersaison et renommée "PKV" du nom de ses trois propriétaires : Dan Pettit, Kevin Kalkhoven et Jimmy Vasser. Celui-ci prend le volant d'une des deux voitures de l'équipe, l'autre étant confiée au pilote-payant Roberto Gonzalez. Cette première saison d'apprentissage est décevante puisque les deux pilotes se classent respectivement aux huitième (Vasser) et quinzième (Gonzalez) places. La saison suivante est bien meilleure puisque l'équipe remporte sa première victoire avec le brésilien Cristiano da Matta. Toujours régulier, Vasser termine sixième du championnat devant son équipier avec trois podiums pour ce qui sera sa dernière saison complète. Il disputera néanmoins la première manche des championnats 2006 et 2008.

### KV Racing Technology
Rebaptisée KV Racing Technology à la suite du départ de Dan Pettit, l'équipe remporte, avec l'australien Will Power la dernière manche du championnat ChampCar avant que celui-ci ne soit absorbé par l'IndyCar. Toujours en activité aujourd'hui, elle a notamment remporté, en 2013, les 500 miles d'Indianapolis grâce au pilote brésilien Tony Kanaan. Les pilotes pour la saison 2014 sont le français Sébastien Bourdais et le colombien Sebastián Saavedra.